# Alma West
Pour les articles homonymes, voir Alma.
Alma West était un village canadien situé dans le territoire de la municipalité de Fundy Albert, dans le comté d'Albert, au sud-est du Nouveau-Brunswick. Il est compris dans le territoire du parc national de Fundy. Un bureau de poste y fut ouvert en 1923 et ferma ses portes en 1949.